# Game One

Altes Logo bis zum 29. Mai 2011

Game One (vorher MTV Game One; im Pilot als MTV Players) ist eine ehemalige deutsche Fernsehsendung zu Video- und Computerspielen, die unter anderem für ihre humoristische Darstellung von Spielen und Phänomenen der Spielekultur bekannt wurde. 2011 wurde der Internetauftritt der Sendung mit dem Publikumspreis des Grimme Online Award ausgezeichnet. Am 22. Dezember 2014 gab MTV die Einstellung der Sendung bekannt, die letzte Folge 307 wurde am 24. Dezember veröffentlicht.

## Moderatoren
Moderiert wurde die Fernsehsendung von Simon Krätschmer, Daniel Budiman, Nils Bomhoff und Etienne Gardé. Die Beiträge wurden von Ingo Meß gesprochen.
Die beiden ehemaligen GIGA-Netzreporter Krätschmer und Budiman verließen im Februar bzw. März 2006 ihre ehemaligen Sendungen GIGA\\Games und GIGA eSports, um für den Sender MTV Germany die Sendung Game One zu entwickeln und von September 2006 bis Dezember 2014 zu moderieren. Im August 2011 kamen Bomhoff und Gardé als zusätzliche Moderatoren hinzu.
Formate, die nur auf der Website oder App erschienen, wurden zusätzlich von unterschiedlichen Redaktionsmitgliedern moderiert.

## Studio
Das im Hamburger Stadtteil Altona-Nord ansässige Studio ist Eigentum der eigenen Produktionsfirma Rocket Beans Entertainment GmbH.

## Redaktion
Die Redaktion bestand aus vielen zum Teil aus Zeitschriften und dem Fernsehen bekannten deutschen Videospieljournalisten. Während die Inhalte für die Fernsehsendung von einem kleineren Kernteam erstellt wurden, erschienen auf der Website und in der App auch Beiträge von weiteren Redaktionsmitgliedern. An der Spitze der Redaktion standen als Redaktionsleiter zuletzt Gregor Kartsios für den Fernsehbereich und Fabian Käufer für die dazugehörige Website von Game One.
Vor Kartsios war Carsten „Trant“ Grauel Leiter der TV-Redaktion. Er verließ Game One am 30. September 2014 nach acht Jahren Redaktionszugehörigkeit. Grauel hatte die Position 2010 von Uke Bosse übernommen, der wiederum 2008 auf Marc Quambusch folgte.

## Konzept und Inhalte
Die Sendung bot laut MTV eine ausführliche Testplattform für Videospiele. Dabei sollten die Fernsehzuschauer informiert und bei Kaufentscheidungen mit ausführlichen Tests und fundierten Bewertungen beraten werden. Bei der Besprechung der Spiele sollten Prinzip und fundamentale Elemente verständlich werden, um so auch Nichtspieler für die Sendung zu gewinnen. Außerdem berichtete die Sendung von großen Messen wie der gamescom und testete Neuerscheinungen. Auch die ersten MTV Game Awards und die erste Saison der eSport Bundesliga wurden ausführlich in der Sendung besprochen.
Wichtiges Merkmal in der Moderation der Tests war Humor. Fast alle getesteten Spiele wurden während des Testes parodiert, meist unter Verwendung von Szenen aus Filmen und Serien. Obligatorisch waren auch Outtakes am Ende der Sendung. Die Tageszeitung bezeichnete die Sendung als „eine der letzten anarchischen Inseln bei MTV“.
Eine inhaltliche oder konzeptionelle Verbindung zu einem weiteren MTV-Online-Dienst wie GameTrailers oder ausländischen Formaten mit gleichem Titel bestand nicht.
Im August 2011 wurde für Apple iOS die offizielle mobile App zur Sendung veröffentlicht. Neben allen Funktionen der Webseite gab es zusätzlich ein Abonnement, mit dem zusätzliche Beiträge und früherer Zugriff auf aktuelle Episoden möglich war. Seit September 2012 war die App auch für Android-Smartphones erhältlich.
Anlässlich der 200. Folge wurde am 10. März 2012 ein vier Stunden langes Best-of auf VIVA gesendet.
Seit dem 4. April 2014 wurde Game One auch auf Comedy Central ausgestrahlt. Dieser Tatsache wurde die Folge 282 gewidmet.

### Rubriken
Die Rubriken waren Teil der Fernsehsendung; teilweise wurden sie nur auf der Website präsentiert. Einige Formate wurden vorzeitig eingestellt.
| Rubrik                                    | Thema |
| ----------------------------------------- | --- |
| Next                                      | Ankündigung bald erscheinender Videospiele. |
| Plauschangriff                            | Podcast über ein bestimmtes Thema der Unterhaltungsbranche wie etwa Konsolen oder Filme (nur auf der Website). |
| Ausgegraben                               | Vorstellung historischer Games. |
| Eine Runde mit (anfangs: Eine Stunde mit) | Einstündiges Testen eines Spieles. Zu den Spielen zählen auch unbekanntere Spiele (nur auf der Website). |
| Knallhart durchgenommen                   | Vorführung eines kompletten Spiels über mehrere Videos (nur auf der Website). |
| Bis zum bitteren Ende                     | Vorführung eines kompletten Spiels über mehrere Videos, vorwiegend von Wolf Speer, vorwiegend über Horror-Spiele (z. B. Silent Hill) (nur auf der Website). |
| Top 5                                     | In immer neuen Disziplinen werden die fünf Spitzenreiter vorgestellt (Beispiel: „Die Top 5 der virtuellen Spaziergänge“). |
| Kluggeschissen                            | Fachfragen aus der Games-Welt werden beantwortet (Beispiel: „Warum verklagte Uri Geller Nintendo auf 100 Millionen Dollar?“). |
| How to                                    | Diese Rubrik zeigt, wie man verschiedene Situationen, die angeblich im Gamer-Alltag oft vorkommen, meistert (u. a. „Wie überlebe ich die Zombie-Apokalypse?“, „Wie baue ich meinen GameCube in einen Toaster um?“ oder „Wie unterhalte ich mich mit einem WoW-Spieler?“)                                           |
| Coming Soon                               | Parodien bekannter Spiele mithilfe von Wortwitzen, die aus Spieletitel abgeleitet werden. Einige Vorschläge werden von Zuschauern eingesendet. Beispiele: „Silent Dill“ statt Silent Hill, „Melone in the Dark“ statt Alone in the Dark oder „World of Schwerkraft“" statt World of Warcraft.                      |
| Mod ist ihr Hobby                         | Hier werden kostenlose inoffizielle Modifikationen (sogenannte „Mods“) vorgestellt. |
| Tellerrand                                | Diese Rubrik stellt Spiele vor, die zunächst nur im Ausland erschienen und in Deutschland nur per Import erhältlich sind. |
| BEEF!                                     | Moderatoren oder andere Mitglieder der Redaktion spielen in Videospielen gegeneinander. |
| Royal BEEF!                               | Die Moderatoren spielen gegeneinander in verschiedenen Spielen mit jeweils mehreren Runden. Die kompletten Folgen werden nur auf der Website gezeigt. Ausschnitte sind auch in einigen TV-Folgen zu sehen, z. B. das Halo 3 Royal BEEF! (Folge 129) oder das Super Street Fighter 4 3DS Edition BEEF! (Folge 167). |
| Gamesda                                   | Zufällige nichtspielende Passanten bekommen kurze Szenen eines Spieles zu sehen. Anhand ihrer Kommentare soll der Zuschauer das Spiel erraten. |
| Readme                                    | Hier wird Zuschauerpost vorgelesen und Fragen daraus teilweise in humoristischer Art beantwortet (nur auf der Website). |
| Newsquick                                 | Wöchentliche News zu Spielen (nur auf der Website). |
| Kopfkino                                  | Vorstellung und Rezension neuer Filme (nur auf der Website). |
| AllGAMEinwissen                           | Hier wird unnützes Gamerwissen vermittelt. |
| App-klusiv bzw. App-Cast                  | Zusätzliche Beiträge und App-Reviews, die für Abonnenten von PowerUp! und ausschließlich in der App verfügbar sind. |
| Mädchen und Telespiele                    | Die Moderatorinnen von Game One spielen verschiedene Spiele (nur auf der Website). |
| Trailerpark                               | Vorstellung von aktuellen Gametrailern (nur auf der Website). |
| Moloch Angst                              | Tests von Gruselspielen, die von der Community vorgeschlagen werden (nur auf der Website). |
| Turbo Duo                                 | Zwei Spieler teilen sich einen Controller oder ein anderes Steuergerät, das man normalerweise alleine bedient. Dabei treten zwei Teams mit je zwei Spielern gegeneinander an. |
| Mr. Rabatto                               | Mr. Rabatto ist ein Sockenpuppen-Roboter, der den Zuschauern gute und günstige Spiele vorstellt. |
| Der Game-One-Comiczirkel                  | Vorstellung und Rezension von Comics und Graphic Novels (nur auf der Website). |

## Umstrukturierung von MTV und VIVA
Nach Bekanntwerden der Umstrukturierungspläne von MTV zum Pay-TV-Sender kündigte das offizielle Game-One-Forum die Fortsetzung der Sendung an. Geplant war, die Einzelfolgen weiter auf MTV auszustrahlen, nach wenigen Tagen im frei empfangbaren Sender VIVA zu wiederholen und anschließend auf der Website verfügbar zu machen.
Mai 2011 wurde das neue Game-One-Logo eingeführt. Die Sendung wurde fortan in einem neugestalteten Studio gedreht und die Website überarbeitet. Die Folgen wurden im 16:9-Format ausgestrahlt.

## Internetauftritt
Seit dem 15. April 2009 hat die Sendung eine eigene Website, die alle Folgen der Fernsehsendung sowie weitere Rubriken beinhaltet. Begleitend zur Website erschien bis Juni 2014 ein Podcast, der GameOne Plauschangriff, der zunächst nur sporadisch, später aber regelmäßig alle vierzehn Tage erschien. Dieser wurde von Gregor Kartsios geleitet und geschnitten und ist sowohl auf der Website als auch kostenlos über iTunes erhältlich. Redaktionell wurde die Seite bis Mai 2013 hauptsächlich von Christian Gürnth betreut. Seit Anfang Dezember 2010 werden zudem verschiedene Merchandising-Artikel über einen eigenen Shop verkauft. 2011 wurde GameOne.de mit dem Publikumspreis des Grimme Online Awards ausgezeichnet.
2016 wurde die Webseite GameOne.de abgeschaltet und die URL verweist auf die MTV-Play-Webseite, auf der noch einige Folgen von Game One zu finden sind.

## Game Two
Am 18. November 2016 ist die inoffizielle Nachfolgesendung Game Two als gemeinsame Produktion der Rocket Beans Entertainment GmbH und dem Jugendinternetangebot funk von ARD und ZDF gestartet. Diese wird wöchentlich auf Rocket Beans TV, YouTube und in der ZDFmediathek ausgestrahlt. Seit 2. September 2021 wird die Sendung zusätzlich im Nachtprogramm von ZDFneo ausgestrahlt.
Zunächst wurde eine Staffel mit 12 45-minütigen Folgen Live gesendet. Ab der 2. Staffel wurden die Sendungen vorab aufgezeichnet und die Laufzeit ab Staffel 3 auf 30 Minuten verkürzt. Seit dem werden pro Jahr 2 Staffeln mit 21–24 Folgen produziert und ausgestrahlt. 
Die Sendung ist eine Produktion der Rocket Beans Entertainment GmbH für das ZDF, bis 22. April 2023 auch in Zusammenarbeit mit funk. Moderatoren sind Nils Bomhoff, Simon Krätschmer, Etienne Gardé, Daniel Budiman sowie erstmals Sofia Kats und Lara Trautmann.

## Verzeichnis aller Folgen
| Folgen    | Ausstrahlung       | Themen |
| --------- | ------------------ | --- |
| Folge 307 | 23. Dezember 2014  | Making Of zu einzelnen Episoden, Verabschiedung                                                                        |
| Folge 306 | 9. Dezember 2014   | Eure Spiele des Jahres 2014                                                                                            |
| Folge 305 | 2. Dezember 2014   | Assassin’s Creed Unity, BlizzCon, Far Cry 4, Happy Birthday: 45 Jahre Konami                                           |
| Folge 304 | 18. November 2014  | Halo: The Master Chief Collection, Lords of the Fallen, Call of Duty: Advanced Warfare, Resi-Doppel                    |
| Folge 303 | 4. November 2014   | The Evil Within, League of Legends World Championship, Sunset Overdrive, Ultimate NES Remix                            |
| Folge 302 | 21. Oktober 2014   | Alien: Isolation, Bloodborne, Civilization: Beyond Earth, Turbo Duo: Rock Band                                         |
| Folge 301 | 7. Oktober 2014    | Forza Horizon 2, Super Smash Bros. 3DS, Mittelerde: Mordors Schatten, D4: Dark Dreams Don’t Die                        |
| Folge 300 | 23. September 2014 | Jubiläumsfolge, als Plansequenz gedreht, Destiny, Bayonetta 2                                                          |
| Folge 299 | 16. September 2014 | Fantasy Life, Wasteland 2, Happy Birthday Echtzeit-Strategie                                                           |
| Folge 298 | 9. September 2014  | Gang Beasts, Infamous: First Light, The Crew, Happy Birthday PlayStation                                               |
| Folge 297 | 2. September 2014  | Hyrule Warriors, Elite: Dangerous, Natural Doctrine                                                                    |
| Folge 296 | 26. August 2014    | gamescom 2014: Folge 2                                                                                                 |
| Folge 295 | 19. August 2014    | gamescom 2014: Folge 1                                                                                                 |
| Folge 294 | 24. Juni 2014      | Sommerpausblick: Wir fahren an den Strand und schwärmen                                                                |
| Folge 293 | 17. Juni 2014      | Heroes of the Storm, Murdered: Soul Suspect, The Forest                                                                |
| Folge 292 | 10. Juni 2014      | Drakengard 3, Watch Dogs, Valiant Hearts                                                                               |
| Folge 291 | 3. Juni 2014       | Wolfenstein: The New Order, Mittelerde: Mordors Schatten, Tropico 5, Turbo Duo: Street Fighter IV                      |
| Folge 290 | 27. Mai 2014       | Bound by Flame, The Evil Within, Civilization: Beyond Earth, Evolve, Sportsfriends                                     |
| Folge 289 | 20. Mai 2014       | Mario Kart 8, The Amazing Spider-Man 2, Nerdquiz Folge 2 Runde 2                                                       |
| Folge 288 | 13. Mai 2014       | FIFA-Pressepokal 2014, Star Citizen, Kingdom Come: Deliverance, Project CARS, Schöner Trants Nerdquiz Folge 2 Runde 1  |
| Folge 287 | 6. Mai 2014        | Hearthstone, Short Peace, Child of Light, Turbo Duo: Surgeon Simulator                                                 |
| Folge 286 | 29. April 2014     | Die Eduard "Unmöglich" Laser Show! Mit Loadout, Broforce & FTL: Faster Than Light                                      |
| Folge 285 | 22. April 2014     | The LEGO Movie, GBA-Special, Turbo Duo, Mr. Rabatto: Smash Hit                                                         |
| Folge 284 | 15. April 2014     | Nerdquiz Teil 2, Goat Simulator, Deception IV: Blood Ties                                                              |
| Folge 283 | 8. April 2014      | Towerfall Ascension, Murdered: Soul Suspect, Dead Island: Epidemic, Child of Light, Nerdquiz Teil 1                    |
| Folge 282 | 1. April 2014      | Infamous: Second Son, Yaiba: Ninja Gaiden Z, Metal Gear Solid V: Ground Zeroes                                         |
| Folge 281 | 25. März 2014      | Titanfall, Professor Layton vs. Phoenix Wright, Projekt Spark, Mines of Mars                                           |
| Folge 280 | 18. März 2014      | Horror im Lagerhaus: Gabelstapler des Todes, Need for Speed: Der Film, Dark Souls II                                   |
| Folge 279 | 11. März 2014      | South Park: Der Stab der Wahrheit, Earth Defense Force 2025, Plants vs. Zombies: Garden Warfare, Rambo: The Video Game |
| Folge 278 | 4. März 2014       | WildStar, Jazzpunk, Danganronpa, Trials Fusion                                                                         |
| Folge 277 | 25. Februar 2014   | Thief, Dark Souls II, Castlevania: Lords of Shadow 2                                                                   |
| Folge 276 | 18. Februar 2014   | Donkey Kong Country: Tropical Freeze, Strike Vector, Fable Anniversary, The Elder Scrolls Online                       |
| Folge 275 | 11. Februar 2014   | Deutscher Games-Untergrund, GameMaker: Studio                                                                          |
| Folge 274 | 4. Februar 2014    | Broken Age, Alien: Isolation, The Banner Saga, Strider                                                                 |
| Folge 273 | 28. Januar 2014    | Indie-Special, Blackguards, Kickstarter-Special, Thief-Entwicklerbesuch                                                |
| Folge 272 | 21. Januar 2014    | Vorschau aufs Spielejahr 2014, Rust, Lightning Returns: Final Fantasy XIII                                             |

| Folgen    | Ausstrahlung       | Themen                                                                                 |
| --------- | ------------------ | -------------------------------------------------------------------------------------- |
| Folge 271 | 17. Dezember 2013  | Das dicke Weihnachtsspecial!                                                           |
| Folge 270 | 10. Dezember 2013  | Liebling, ich habe die Ansprüche geschrumpft                                           |
| Folge 269 | 4. Dezember 2013   | Der Tag, an dem sie Kontakt aufnahm                                                    |
| Folge 268 | 26. November 2013  | Zombie-Special, Path of Exile, Mr. Rabatto, Royal Beef: Runde 12                       |
| Folge 267 | 19. November 2013  | The Legend of Zelda: A Link Between Worlds, Call of Duty: Ghosts, Royal Beef: Runde 11 |
| Folge 266 | 12. November 2013  | Ryse: Son of Rome, Battlefield 4, Super Mario 3D World                                 |
| Folge 265 | 5. November 2013   | Assassin’s Creed IV: Black Flag, The Stanley Parable                                   |
| Folge 264 | 29. Oktober 2013   | Batman: Arkham Origins, League of Legends: Season 3 Finals                             |
| Folge 263 | 22. Oktober 2013   | GTA Online, The Wolf Among Us                                                          |
| Folge 262 | 15. Oktober 2013   | Beyond: Two Souls, Pokémon X & Y                                                       |
| Folge 261 | 8. Oktober 2013    | World of Warplanes, Dragon’s Crown                                                     |
| Folge 260 | 1. Oktober 2013    | GTA V                                                                                  |
| Folge 259 | 24. September 2013 | ArmA 3, Outlast, The Legend of Zelda: The Wind Waker HD                                |
| Folge 258 | 16. September 2013 | Oculus Rift                                                                            |
| Folge 257 | 10. September 2013 | Previously not on Game One, Final Fantasy XIV: A Realm Reborn                          |
| Folge 256 | 3. September 2013  | gamescom 2013: Teil 2                                                                  |
| Folge 255 | 27. August 2013    | gamescom 2013: Teil 1                                                                  |
| Folge 254 | 11. Juni 2013      | Animal Crossing: New Leaf, The Last of Us                                              |
| Folge 253 | 4. Juni 2013       | Call of Juarez: Gunslinger, GRID 2                                                     |
| Folge 252 | 28. Mai 2013       | Remember Me, Xbox One                                                                  |
| Folge 251 | 21. Mai 2013       | Metro: Remakes, Reboots und Reibach; Unsere Splitterzelle in Toronto                   |
| Folge 250 | 14. Mai 2013       | Jubiläumsfolge - 250 Jahre Game One, Star Trek, Far Cry 3 Blood Dragon                 |
| Folge 249 | 7. Mai 2013        | Metro: Last Light, Soul Sacrifice                                                      |
| Folge 248 | 30. April 2013     | Deadly Premonition: Director’s Cut, Guacamelee!                                        |
| Folge 247 | 23. April 2013     | Evoland, Battleblock Theater, LucasArts Nachruf                                        |
| Folge 246 | 16. April 2013     | Fire Emblem: Awakening, Organ Trail, Injustice                                         |
| Folge 245 | 9. April 2013      | Warframe, Thirty Flights Of Loving, BioShock Infinite                                  |
| Folge 244 | 2. April 2013      | Tiger Woods PGA Tour 14, The Walking Dead: Survival Instinct, Monaco                   |
| Folge 243 | 26. März 2013      | Gears of War: Judgment, Year Walk, Luigis Mansion 2                                    |
| Folge 242 | 19. März 2013      | Sim City, God of War: Ascension, StarCraft 2: Heart of the Swarm                       |
| Folge 241 | 12. März 2013      | Castlevania: Lords of Shadow – Mirror of Fate, Remember Me, Monster Hunter 3 Ultimate  |
| Folge 240 | 6. März 2013       | Crysis 3, Tomb Raider                                                                  |
| Folge 239 | 26. Februar 2013   | PlayStation 4, Aliens: Colonial Marines, Warface                                       |
| Folge 238 | 19. Februar 2013   | Natural Selection 2, Metal Gear Rising: Revengeance                                    |
| Folge 237 | 12. Februar 2013   | Dead Space 3, Persona 4 Golden, Antichamber                                            |
| Folge 236 | 5. Februar 2013    | ShootMania: Storm, Nextended, Ausgegraben: Lands of Lore                               |
| Folge 235 | 29. Januar 2013    | The Cave, StarCraft 2: Heart of the Swarm, Virtue’s Last Reward                        |
| Folge 234 | 22. Januar 2013    | Ni No Kuni, Space Team, DMC Devil May Cry                                              |

| Folgen    | Ausstrahlung       | Themen                                                                       |
| --------- | ------------------ | ---------------------------------------------------------------------------- |
| Folge 233 | 19. Dezember 2012  | Nur noch 60 Sekunden … aber die dafür richtig!                               |
| Folge 232 | 12. Dezember 2012  | PlayStation All-Stars Battle Royale, PlanetSide 2, Devil May Cry             |
| Folge 231 | 5. Dezember 2012   | Hitman: Absolution, Far Cry 3                                                |
| Folge 230 | 28. November 2012  | Wii U, Call of Duty: Black Ops 2                                             |
| Folge 229 | 21. November 2012  | Beta-Games, Spiele in Deutsch                                                |
| Folge 228 | 14. November 2012  | Halo 4, Mickey Epic: Die Macht der 2                                         |
| Folge 227 | 7. November 2012   | Skylanders: Giants, Professor Layton und die Maske der Wunder, Forza Horizon |
| Folge 226 | 31. Oktober 2012   | Assassin’s Creed III, The Unfinished Swan, Need for Speed: Most Wanted       |
| Folge 225 | 24. Oktober 2012   | Of Orcs and Men, Fable: The Journey, Mobile Meisterwerke                     |
| Folge 224 | 17. Oktober 2012   | Nights into Dreams, Dishonored, Linkshänder-Special                          |
| Folge 223 | 10. Oktober 2012   | Torchlight 2, XCOM: Enemy Unknown                                            |
| Folge 222 | 3. Oktober 2012    | Resident Evil 6, Hell Yeah!, Sleeping Dogs                                   |
| Folge 221 | 26. September 2012 | Tokyo Jungle, One Piece: Pirate Warriors                                     |
| Folge 220 | 19. September 2012 | Jet Set Radio HD, Tekken Tag Tournament 2, Source Filmmaker                  |
| Folge 219 | 12. September 2012 | Transformers: Untergang von Cybertron, Slender, Guild Wars 2                 |
| Folge 218 | 5. September 2012  | Previously not on GameOne, Counter-Strike: Global Offensive                  |
| Folge 217 | 4. Juli 2012       | gamescom 2012: Folge 2                                                       |
| Folge 216 | 27. Juni 2012      | gamescom 2012: Folge 1                                                       |
| Folge 215 | 20. Juni 2012      | Lollipop Chainsaw und DayZ                                                   |
| Folge 214 | 13. Juni 2012      | Messe-Special: E3                                                            |
| Folge 213 | 6. Juni 2012       | Diablo 3, Besuch bei Ubisoft Montreal                                        |
| Folge 212 | 30. Mai 2012       | Film-Sonderausgabe                                                           |
| Folge 211 | 23. Mai 2012       | Game One - Max Payne 3, Dragon’s Dogma                                       |
| Folge 210 | 16. Mai 2012       | The Walking Dead, Rocksmith, Risen 2: Dark Waters                            |
| Folge 209 | 9. Mai 2012        | Good Game 4er, Ghost Recon: Future Soldier                                   |
| Folge 208 | 2. Mai 2012        | Game One in Berlin                                                           |
| Folge 207 | 25. April 2012     | Prototype 2, Pandora’s Tower                                                 |
| Folge 206 | 18. April 2012     | Aliens: Colonial Marines, Trials Evolution                                   |
| Folge 205 | 11. April 2012     | Kid Icarus: Uprising, Ridge Racer Unbounded, EVE Online / Dust 514           |
| Folge 204 | 4. April 2012      | Tiny and Big, Dragon’s Dogma, FIFA Street                                    |
| Folge 203 | 27. März 2012      | Silent Hill Downpour, Luigi’s Mansion, Ninja Gaiden 3                        |
| Folge 202 | 20. März 2012      | Journey, Twisted Metal, Resident Evil: Operation Raccoon City                |
| Folge 201 | 13. März 2012      | Street Fighter X Tekken, Mass Effect 3                                       |
| Folge 200 | 7. März 2012       | The Last Story, Yakuza: Dead Souls                                           |
| Folge 199 | 29. Februar 2012   | SSX, PS Vita, I Am Alive                                                     |
| Folge 198 | 21. Februar 2012   | PS Vita: Launch-Special zum Sony-Handheld, Asura’s Wrath                     |
| Folge 197 | 14. Februar 2012   | The Darkness II, Prototype 2, Street Fighter X Tekken                        |
| Folge 196 | 7. Februar 2012    | Neverdead, Metal Gear Solid: HD Collection, Binary Domain                    |
| Folge 195 | 31. Januar 2012    | Resident Evil: Revelations, Deponia, Kingdoms of Amalur: Reckoning           |
| Folge 194 | 24. Januar 2012    | Catherine, Ausgegraben: Legend of the River King, Soul Calibur V             |
| Folge 193 | 17. Januar 2012    | Previously NOT on GameOne, Star Wars: The Old Republic                       |

| Folgen    | Ausstrahlung       | Themen |
| --------- | ------------------ | --- |
| Folge 192 | 16. Dezember 2011  | Ausgegraben Sondersendung: Phantasmagoria, Revenge of Shinobi, Battletoads in Battlemaniacs, Hybrid Haven, M.U.D.S. |
| Folge 191 | 6. Dezember 2011   | Anno 2070, Kirby: Mass Attack, Dota 2, HoN, LoL                                                                     |
| Folge 190 | 29. November 2011  | Need for Speed: The Run, Halo: Combat Evolved Anniversary, Saints Row: The Third                                    |
| Folge 189 | 22. November 2011  | Call of Duty: Modern Warfare 3, Zelda: Skyward Sword                                                                |
| Folge 188 | 15. November 2011  | The Elder Scrolls V: Skyrim, Assassin’s Creed: Revelations                                                          |
| Folge 187 | 8. November 2011   | Uncharted 3, Sonic Generations, Battlefield 3                                                                       |
| Folge 186 | 1. November 2011   | Spider-Man: Edge of Time, Der Good-Game-Sechser                                                                     |
| Folge 185 | 28. Oktober 2011   | Rayman Origins, Batman: Arkham City                                                                                 |
| Folge 184 | 21. Oktober 2011   | Rage, Might & Magic: Heroes VI                                                                                      |
| Folge 183 | 14. Oktober 2011   | Forza Motorsport 4, Diablo III Beta                                                                                 |
| Folge 182 | 7. Oktober 2011    | Dark Souls, TrackMania 2: Canyon                                                                                    |
| Folge 181 | 30. September 2011 | FIFA & PES 2012, Gears of War 3                                                                                     |
| Folge 180 | 23. September 2011 | ICO & Shadow of the Colossus Classics HD                                                                            |
| Folge 179 | 16. September 2011 | El Shaddai, Resistance 3                                                                                            |
| Folge 178 | 9. September 2011  | Driver: San Francisco, Warhammer 40k: Space Marine                                                                  |
| Folge 177 | 2. September 2011  | Bericht von der Gamescom 2011 Teil 2                                                                                |
| Folge 176 | 26. August 2011    | Bericht von der Gamescom 2011 Teil 1                                                                                |
| Folge 175 | 17. Juni 2011      | Top-Spiele 2011, The Elder Scrolls V: Skyrim, Uncharted 3, Call of Duty: Modern Warfare 3, Dust 514, Battlefield 3  |
| Folge 174 | 10. Juni 2011      | The Legend of Zelda: Ocarina of Time 3D, Red Faction: Armageddon, Duke Nukem Forever                                |
| Folge 173 | 3. Juni 2011       | Dirt 3, Allgameinwissen, The Witcher 2                                                                              |
| Folge 172 | 27. Mai 2011       | Child of Eden, Allgameinwissen, Games-Roundup                                                                       |
| Folge 171 | 20. Mai 2011       | Dangerous Hunts 2011, Ausgegraben: Ports of Call, L.A. Noire                                                        |
| Folge 170 | 13. Mai 2011       | Brink, Shogi-Special, Alice: Madness Returns                                                                        |
| Folge 169 | 6. Mai 2011        | L.A. Noire, Top 5 der schönsten Game-Gesichter, Portal 2                                                            |
| Folge 168 | 29. April 2011     | Royal BEEF: Street Fighter IV 3D Edition, Top 5: Tiere, Hunted                                                      |
| Folge 167 | 22. April 2011     | Operation Flashpoint: Red River, Conduit 2, Ausgegraben: Morrowind                                                  |
| Folge 166 | 15. April 2011     | Darkspore, Tombi, Dynasty Warriors 7, Next                                                                          |
| Folge 165 | 8. April 2011      | WWE All-Stars, iPad-Spiele, Shogun 2: Total War                                                                     |
| Folge 164 | 1. April 2011      | Top Spin 4, Crysis 2, Need for Speed: Shift 2 Unleashed                                                             |
| Folge 163 | 25. März 2011      | Homefront, Nintendo 3DS                                                                                             |
| Folge 162 | 18. März 2011      | Flirtgewitter, Yakuza 4, Next                                                                                       |
| Folge 161 | 11. März 2011      | Beyond Good & Evil HD, Dragon Age 2, Pokémon: Schwarz/Weiß, L.A. Noire                                              |
| Folge 160 | 4. März 2011       | Killzone 3, InFamous 2, Mortal Kombat, Hard Corps: Uprising, Bulletstorm                                            |
| Folge 159 | 25. Februar 2011   | de Blob 2, Minecraft, Knights Contract                                                                              |
| Folge 158 | 18. Februar 2011   | Duke Nukem Forever, Black Mirror 3 Vs. The Next Big Thing, Marvel vs. Capcom 3                                      |
| Folge 157 | 11. Februar 2011   | Kirby und das magische Garn, Inazuma Eleven, Test Drive Unlimited 2                                                 |
| Folge 156 | 4. Februar 2011    | Mario Sports Mix, The Legend of Zelda: Link’s Awakening, DC Universe Online                                         |
| Folge 155 | 28. Januar 2011    | Dead Space 2, Dungeons, Ghost-Trick                                                                                 |
| Folge 154 | 19. Januar 2011    | LittleBigPlanet 2, Previously NOT on GameOne, Back to The Future – Episode 1                                        |

| Folgen    | Ausstrahlung       | Themen |
| --------- | ------------------ | --- |
| Folge 153 | 15. Dezember 2010  | Die 20 besten Games aller Zeiten (All Time Favorites der Redaktion) |
| Folge 152 | 8. Dezember 2010   | Game Awards, USK-Special, Halo: Reach-Beef |
| Folge 151 | 1. Dezember 2010   | Gran Turismo 5, 25 Jahre Super Mario |
| Folge 150 | 24. November 2010  | Assassin’s Creed: Brotherhood, Def Jam Rapstar, Kinect |
| Folge 149 | 17. November 2010  | Lego Universe, Need for Speed: Hot Pursuit, Call of Duty: Black Ops |
| Folge 148 | 10. November 2010  | Majin, Gray Matter, James Bond: Blood Stone |
| Folge 147 | 3. November 2010   | Fable 3, Force Unleashed 2, Prof. Layton und die verlorene Zukunft |
| Folge 146 | 27. Oktober 2010   | Landwirtschafts-Simulator 2011, Arcania – Gothic 4, Medal of Honor |
| Folge 145 | 20. Oktober 2010   | Fallout: New Vegas, Ausgegraben: Pizza Syndicate, Vanquish |
| Folge 144 | 13. Oktober 2010   | Enslaved, Monkey Saga, Castlevania |
| Folge 143 | 6. Oktober 2010    | Quantum Theory, F1 2010, Hostages |
| Folge 142 | 29. September 2010 | FIFA 11, Halo: Reach, Civilization 5 |
| Folge 141 | 22. September 2010 | Spider-Man Shattered Dimensions, PlayStation Move, Batman: The Brave and the Bold |
| Folge 140 | 15. September 2010 | H.A.W.X.2, Preview Paradies, R.U.S.E |
| Folge 139 | 8. September 2010  | Kane & Lynch 2, Mafia 2, Ausgegraben: Rick Dangerous |
| Folge 138 | 1. September 2010  | Gamescom, Metroid: Other M |
| Folge 137 | 25. August 2010    | Gamescom 2010 - Die Highlights der Spielemesse |
| Folge 136 | 9. Juni 2010       | Kommende Highlights 2010 |
| Folge 135 | 2. Juni 2010       | Alpha Protocol, Split/Second vs. Blur, Mario Galaxy 2 |
| Folge 134 | 26. Mai 2010       | Age of Conan: Rise of the Godslayer, Junge Entwickler Special, Red Dead Redemption |
| Folge 133 | 19. Mai 2010       | Halo: Reach (Beta), FIFA Fußball WM Südafrika 2010, ModNation Racers |
| Folge 132 | 12. Mai 2010       | 3D Dot Game Heroes, Wario Ware DIY, Alan Wake |
| Folge 131 | 5. Mai 2010        | Prince of Persia: The Forgotten Sands, Lost Planet 2 |
| Folge 130 | 28. April 2010     | Nier, Monster Hunter Tri |
| Folge 129 | 21. April 2010     | Royal Beef: Halo 3 |
| Folge 128 | 14. April 2010     | Splinter Cell Conviction, Batshit Insanity Japano Gedöns (Sakura Wars, Fragile Dreams), Metro 2033 |
| Folge 127 | 7. April 2010      | Split/Second, PSP Round-Up, Dead or Alive: Paradise, Fat Princess – Für eine Handvoll Torte, Shadow of Memories, Ausgegraben: Haunting, Resonance of Fate                                                                               |
| Folge 126 | 31. März 2010      | Just Cause 2, Super Street Fighter IV vs. BlazBlue, Metro 2033 (Der Beitrag wurde Anlässlich der Anschläge in einer Moskauer Metro bereits vor der Erstausstrahlung entfernt)                                                           |
| Folge 125 | 24. März 2010      | Skate 3 (Der Beitrag zu Skate 3 wurde nachträglich aus der Sendung entfernt, da „das benutzte Material [...] aus einer Preview-Version [stammt], die so nicht von EA freigegeben war.“), Final Fantasy XIII, Ausgegraben: Zak McKracken |
| Folge 124 | 17. März 2010      | Die Siedler 7, Command & Conquer 4: Tiberian Twilight, God of War 3 |
| Folge 123 | 10. März 2010      | Red Steel 2, Top 5 Apokalypsen, Ausgegraben: Frontschweine, StarCraft II |
| Folge 122 | 3. März 2010       | Yakuza 3, Battlefield: Bad Company 2, Heavy Rain |
| Folge 121 | 24. Februar 2010   | Silent Hill: Shattered Memories, Alan Wake Studio Tour, Sega & Sonic Allstar Racing |
| Folge 120 | 17. Februar 2010   | White Knight Chronicles, Ausgegraben: Anstoss 1, Coming Soon: Verstekken, Drakensang 2 |
| Folge 119 | 10. Februar 2010   | MAG, Bioshock 2, Star Trek Online |
| Folge 118 | 3. Februar 2010    | Previously NOT on GameOne, Dante’s Inferno, Mass Effect 2 |

| Folgen    | Ausstrahlung       | Themen |
| --------- | ------------------ | --- |
| Folge 117 | 9. Dezember 2009   | Gunnar räumt auf, Beste Spiele 2009, Beef from Space, Budi der Magier |
| Folge 116 | 2. Dezember 2009   | The Saboteur, Ausgegraben: ParaWorld, Resident Evil: The Darkside Chronicles |
| Folge 115 | 25. November 2009  | New Super Mario Bros. Wii, Left 4 Dead 2, Top 5 der besten Zeitreisen |
| Folge 114 | 18. November 2009  | Assassin’s Creed II, Top 5 der Roboter, Call of Duty: Modern Warfare 2 |
| Folge 113 | 11. November 2009  | Bayonetta, Dragon Age: Origins, Persona |
| Folge 112 | 4. November 2009   | Borderlands, Ausgegraben: Thief, GTA 4: Ballad of Gay Tony |
| Folge 111 | 28. Oktober 2009   | Tekken 6, DJ Hero, Forza Motorsport 3 |
| Folge 110 | 21. Oktober 2009   | Fairytale Fights, Mario & Sonic bei den Olympischen Winterspielen, Dead Space Extraction |
| Folge 109 | 14. Oktober 2009   | Brütal Legend, Uncharted 2 |
| Folge 108 | 7. Oktober 2009    | Mario & Luigi: Abenteuer Bowser, WET, Mini Ninjas, die Top 5 der besten Spielmusikvideos |
| Folge 107 | 30. September 2009 | Katamari Forever, Ninja Gaiden Sigma 2, Professor Layton und die Schatulle der Pandora, Halo ODST |
| Folge 106 | 23. September 2009 | Scribblenauts, FIFA 2010, Ausgegraben: Super Metroid, Gamesda |
| Folge 105 | 16. September 2009 | Venetica, Ausgegraben: Bobby geht nach Hause, Need for Speed: Shift |
| Folge 104 | 9. September 2009  | Previously NOT on Game One: The Secret of Monkey Island - Special Edition, Batman: Arkham Asylum, Ghostbusters: The Video Game, The Whispered World, Infamous, Prototype, Trials HD, Another Code R, Plants vs. Zombies, Professor Layton und die Schatulle der Pandora; Risen                 |
| Folge 103 | 2. September 2009  | Bericht von der Gamescom Teil 2: Brütal Legend, Diablo III, Call of Duty: Modern Warfare 2, Fable III, Mario & Sonic bei den Olympischen Winterspielen, New Super Mario Bros. Wii, Highlight der Messe: Borderlands, Gamescom Beef: Tekken 6, Coming Soon: Phazzeron, Tops und Flops der Messe |
| Folge 102 | 26. August 2009    | Bericht von der Gamescom Teil 1: Heavy Rain, Ruse, DJ Hero, Uncharted 2, Bayonetta, Dantes Inferno, Alan Wake, Halo 3: ODST, Interview mit Tony Hawk, Rock Band: The Beatles, Dark Void, God of War III                                                                                        |
| Folge 101 | 15. April 2009     | Ghostbusters, Der Pate 2, Batman: Arkham Asylum, Kluggeschissen: Warum haben die Streetfighter Charaktere nicht immer die gleichen Namen? |
| Folge 100 | 8. April 2009      | Battleforge, Battlestations Pacific, The Chronicles of Riddick: Assault on Dark Athena, Coming Soon: Halo Kitty, Pilot (nie ausgestrahlte Szenen aus MTV Game One) |
| Folge 99  | 1. April 2009      | Little King’s Story, GTA: Chinatown Wars, BEEF: Halo Wars - Teil 2 |
| Folge 98  | 25. März 2009      | Legends of Wrestlemania, Flower, Wheelman, Coming Soon: Grillzone 2 |
| Folge 97  | 18. März 2009      | Persona 4, Empire: Total War, Beef: Halo Wars - Teil 1 |
| Folge 96  | 11. März 2009      | Warhammer 40K: Dawn of War 2, Resident Evil 5, Ausgegraben: Les Manleys: Search for the King |
| Folge 95  | 4. März 2009       | GTA 4: The Lost and Damned, Tom Clancy’s H.A.W.X, The Maw |
| Folge 94  | 25. Februar 2009   | Street Fighter 4, Halo Wars, Silent Hill: Homecoming |
| Folge 93  | 18. Februar 2009   | Race Pro, Hakuna Matata, Ausgegraben: Gabriel Knight, How to: Wie überlebe ich die Zombie-Apokalypse? |
| Folge 92  | 11. Februar 2009   | Killzone 2, Sonic und der Schwarze Ritter, How to: Wie mache ich mir Toast |
| Folge 91  | 4. Februar 2009    | F.E.A.R. 2: Project Origin, Deadly Creatures, How to: Wie unterhalte ich mich mit einem WoW-Spieler?, Top 5 der besten Präsidenten in Spielen |
| Folge 90  | 28. Januar 2009    | Saints Row 2, Kore Gang, X-Blades, Coming Soon: Grillzone |
| Folge 89  | 21. Januar 2009    | Skate 2, Herr der Ringe: Die Eroberung, die Spiele aus der Winterpause: Left 4 Dead, World of Goo, Valkyria Chronicles, Resistance 2 |
| Folge 88  | 14. Januar 2009    | Best of 2008 |

| Folgen   | Ausstrahlung       | Themen |
| -------- | ------------------ | --- |
| Folge 87 | 3. Dezember 2008   | "Die wichtigsten Games in der Geschichte des Spielens!" |
| Folge 86 | 26. November 2008  | MTV Game Awards 2008, Need for Speed: Undercover, Prince of Persia, Sonic Unleashed                                                                              |
| Folge 85 | 19. November 2008  | Call of Duty: World at War, Spyro: Dawn of the Dragon, Tom Clancy’s EndWar, Tomb Raider: Underworld                                                              |
| Folge 84 | 12. November 2008  | Mirror’s Edge, Dead Space, WWE SmackDown vs. Raw 2009 featuring ECW, Top 5 der dicksten Plauzen, Ausgegraben: Earthworm Jim                                      |
| Folge 83 | 5. November 2008   | Fallout 3, MotorStorm: Pacific Rift, Shaun White Snowboarding, Top 5: Toiletten in Videospielen, Ausgegraben: Rebel Assault                                      |
| Folge 82 | 29. Oktober 2008   | Midnight Club: Los Angeles, Siren: BloodCurse, Command & Conquer: Alarmstufe Rot 3, Ausgegraben: Flood, Mod ist ihr Hobby: Unreal Tournament 3, Top 5 Spukhäuser |
| Folge 81 | 22. Oktober 2008   | LittleBigPlanet, Fable II, Disaster: Day of Crisis, Mod ist ihr Hobby: Portal: Prelude, Ausgegraben: The Hitchhiker’s Guide to the Galaxy                        |
| Folge 80 | 15. Oktober 2008   | Far Cry 2, FIFA 09, A Vampyre Story, Top 5 der besten Schafe in Spielen, Brothers in Arms Cheat Mode, Ausgegraben: Ski or Die, Coming Soon: Metroid mit Zwiebeln |
| Folge 79 | 8. Oktober 2008    | Fracture, Warhammer Online: Age of Reckoning, Wii Fit, Lego Batman, Top 5 der teuersten Spiele, Kluggeschissen: Wer war der erste „Dritthersteller“?             |
| Folge 78 | 1. Oktober 2008    | Crysis Warhead, Wipeout HD, Sacred 2, Ausgegraben: Snatcher, Top 5 der zu Unrecht vergessenen Spielehelden                                                       |
| Folge 77 | 24. September 2008 | Pure, Brothers in Arms: Hell’s Highway, de Blob |
| Folge 76 | 17. September 2008 | Star Wars: The Force Unleashed, Wario Land: The Shake Dimension, TNA Impact                                                                                      |
| Folge 75 | 10. September 2008 | Mercenaries 2: World in Flames, FaceBreaker, Spore |
| Folge 74 | 3. September 2008  | Bericht von der Games Convention - Teil 2 |
| Folge 73 | 27. August 2008    | Bericht von der Games Convention - Teil 1 |
| Folge 72 | 25. Juni 2008      | Metal Gear Solid 4, Alone in the Dark, Das Schwarze Auge: Drakensang                                                                                             |
| Folge 71 | 18. Juni 2008      | Final Fantasy VII: Crisis Core, Age of Conan, Ausgegraben: No One Lives Forever mit Alex Donot                                                                   |
| Folge 70 | 11. Juni 2008      | Battlefield: Bad Company, Beijing 2008, Rockband-Event auf Ibiza mit Maxïmo Park und Top 5 der Spiele in Spielen                                                 |
| Folge 69 | 4. Juni 2008       | Metal Gear Solid 4: Guns of the Patriots, Free PC Games, Storytelling Special                                                                                    |
| Folge 68 | 28. Mai 2008       | Das Bourne Komplott, Race Driver: GRID und Ausgegraben: Deus Ex                                                                                                  |
| Folge 67 | 21. Mai 2008       | Civilization: Revolution, GTA IV: Multiplayer, LEGO Indiana Jones                                                                                                |
| Folge 66 | 14. Mai 2008       | Rock Band, Haze, Echochrome und Ausgegraben: Wing Commander: Prophecy                                                                                            |
| Folge 65 | 7. Mai 2008        | Wii Fit Langzeittest, Das Phänomen "GTA", GTA 4 |
| Folge 64 | 30. April 2008     | Euro 08, Tom Clancy’s Rainbow Six: Vegas 2, Sonic Adventure |
| Folge 63 | 23. April 2008     | Mario Kart Wii, Silent Hill: Origins und Eingegraben: Ultima IX: Ascension                                                                                       |
| Folge 62 | 16. April 2008     | Pro Evolution Soccer 2008 Wii, Battlefield: Bad Company, Game One-Manifest: "Macht eure Spiele fertig, bevor sie auf den Markt kommen!"                          |
| Folge 61 | 9. April 2008      | Alone In The Dark, Viking: Battle For Asgard, Die Top 5 der schönsten Videospiel-Spaziergänge                                                                    |
| Folge 60 | 2. April 2008      | Gran Turismo 5 Prologue, Sex-Special und die Top 5 der spielbaren Lebensmittel                                                                                   |
| Folge 59 | 26. März 2008      | Tabula Rasa, GTA IV, Klug geschissen: Easter Eggs, Ausgegraben: Bubble Bobble                                                                                    |
| Folge 58 | 19. März 2008      | God of War: Chains of Olympus, Sega Superstars Tennis, No More Heroes                                                                                            |
| Folge 57 | 12. März 2008      | Patapon, Lost: Via Domus |
| Folge 56 | 5. März 2008       | Bully: Die Ehrenrunde, Importtest: Super Smash Brothers Brawl, Outlaw                                                                                            |
| Folge 55 | 27. Februar 2008   | Lost Odyssey, Frontlines: Fuel of War, Beautiful Katamari |
| Folge 54 | 13. Februar 2008   | Persona 3, Turok und Ausgegraben: Mario Paint |
| Folge 53 | 16. Januar 2008    | FIFA Street 3, Burnout Paradise, Zack&Wiki: Der Schatz von Barbaros                                                                                              |
| Folge 52 | 4. Januar 2008     | Die 20 Lieblingsspiele der Game One Redaktion |

| Folgen   | Ausstrahlung       | Themen |
| -------- | ------------------ | --- |
| Folge 51 | 19. Dezember 2007  | Best Of-Sendung |
| Folge 50 | 12. Dezember 2007  | Devil May Cry 4, Uncharted: Drakes Schicksal, Gamer-Geschenke-Special und Handheld-Special                                  |
| Folge 49 | 5. Dezember 2007   | Age of Conan, "Platinum-Special"                                                                                            |
| Folge 48 | 28. November 2007  | Unreal Tournament III, Ace Combat 6: Fires of Liberation, Mass Effect                                                       |
| Folge 47 | 21. November 2007  | Guitar Hero III vs. SingStar Rock Ballads, Need for Speed: Pro Street, Kane & Lynch                                         |
| Folge 46 | 14. November 2007  | Assassin’s Creed: Jade Raymond im Interview                                                                                 |
| Folge 45 | 7. November 2007   | WWE SmackDown vs. Raw 2008 featuring ECW, Call of Duty 4: Modern Warfare, Rayman Raving Rabbids 2                           |
| Folge 44 | 31. Oktober 2007   | The Orange Box, The Simpsons, Pro Evolution Soccer 2008                                                                     |
| Folge 43 | 24. Oktober 2007   | Quake Wars, The Witcher, The Eye of Judgement, Uncharted: Drakes Schicksal                                                  |
| Folge 42 | 17. Oktober 2007   | Project Gotham Racing 4, Kane & Lynch, Eternal Sonata                                                                       |
| Folge 41 | 26. September 2007 | Halo 3, Skate, Die Siedler 6                                                                                                |
| Folge 40 | 19. September 2007 | Metroid Prime 3: Corruption, Lair, Jam Sessions                                                                             |
| Folge 39 | 12. September 2007 | Folklore, Sega Rally Revolution, John Woo’s Stranglehold                                                                    |
| Folge 38 | 5. September 2007  | Von der Games Convention 2007 aus Leipzig - Teil 2                                                                          |
| Folge 37 | 29. August 2007    | Von der Games Convention 2007 aus Leipzig - Teil 1                                                                          |
| Folge 36 | 22. August 2007    | FlatOut: Ultimate Carnage, BioShock, Heavenly Sword                                                                         |
| Folge 35 | 15. August 2007    | Stuntman Ignition, Top 5 der nervigsten Videospiel-Charaktere, Warhawk                                                      |
| Folge 34 | 8. August 2007     | Blue Dragon, World in Conflict, die Top 5 der "heißesten Frauen" in Games                                                   |
| Folge 33 | 30. Mai 2007       | Obscure II, Blizzard Worldwide Invitational, StarCraft II                                                                   |
| Folge 32 | 23. Mai 2007       | Colin McRae: Dirt - Preview, Studio Besuch 'Siedler 6', Tomb Raider: Anniversary, Top 5 der sommerlichsten Spiele           |
| Folge 31 | 16. Mai 2007       | Forza Motorsport 2, Virtual Skipper 5: 32nd America’s Cup, Nintendo DS Special: Theme Park, Anno 1701 und Harvest Moon      |
| Folge 30 | 9. Mai 2007        | BioShock, Super Paper Mario, Genesis Rising, Command & Conquer 3: Tiberium Wars                                             |
| Folge 29 | 2. Mai 2007        | Two Worlds, Stuntman Ignition, Sam + Max                                                                                    |
| Folge 28 | 25. April 2007     | Der Herr der Ringe Online, Mario und Sonic History, eSports Bundesliga FIFA 2007                                            |
| Folge 27 | 18. April 2007     | Prince of Persia: Rival Swords, Medal of Honor: Vanguard                                                                    |
| Folge 26 | 11. April 2007     | Guitar Hero 2, Burnout Dominator, Command & Conquer 3: Tiberium Wars                                                        |
| Folge 25 | 4. April 2007      | NBA Street Homecourt, Field Ops, Silent Hunter 4: Wolves of the Pacific                                                     |
| Folge 24 | 28. März 2007      | PS3 Launch Event Berlin, Tomb Raider: Anniversary, SSX Blur                                                                 |
| Folge 23 | 21. März 2007      | PS3 Special, Blazing Angels, Warhawk                                                                                        |
| Folge 22 | 14. März 2007      | Grand Theft Auto: Vice City Stories, Silverfall, God of War 2                                                               |
| Folge 21 | 7. März 2007       | Ghost Recon Advanced Warfighter 2, Sacred 2, Bullet Witch                                                                   |
| Folge 20 | 28. Februar 2007   | Formula One Championship Edition, Rogue Galaxy                                                                              |
| Folge 19 | 21. Februar 2007   | MotorStorm, Ghost Rider, Supreme Commander                                                                                  |
| Folge 18 | 14. Februar 2007   | Okami, NFL Street, God Hand, Stuntman                                                                                       |
| Folge 17 | 7. Februar 2007    | Battlestations Midway, Virtua Tennis, Speedruns: Metal Gear Solid 2                                                         |
| Folge 16 | 31. Januar 2007    | WoW-Burning Crusade, “Z”, Virtua Fighter, Splinter Cell Double Agent vs. Metal Gear Solid Subsistence, Ghostbusters, Time 0 |
| Folge 15 | 24. Januar 2007    | Sega Mega Drive Collection, Far Cry Vengeance, Final Fantasy XII, WarioWare: Smooth Moves                                   |
| Folge 14 | 17. Januar 2007    | Lost Planet, SNK Battle Coliseum, Armored Core 4                                                                            |

| Folgen   | Ausstrahlung       | Themen |
| -------- | ------------------ | --- |
| Folge 13 | 20. Dezember 2006  | Tony Hawk’s Downhill Jam, Rayman Raving Rabbids, Crysis, Spiel des Jahres 2006 (Shadow of the Colossus), Tournament                                                              |
| Folge 12 | 13. Dezember 2006  | Next Gen Special: Konsolenvergleich (u. a. Resistance: Fall of Man, Vergleich der Controller, Kosten)                                                                            |
| Folge 11 | 6. Dezember 2006   | Wii Ausgepackt, Dead or Alive Extreme II, Guitar Hero II, Ridge Racer 7, die coolsten Promis in Videospielen                                                                     |
| Folge 10 | 29. November 2006  | Viva Pinata, Enemy Territory: Quake Wars, Virtua Fighter 5, PS3 Ausgepackt, Erste Eindrücke Ridge Racer 7 und Genji: Days of the Blade, Top 5 der besten virtuellen Sightseeings |
| Folge 9  | 22. November 2006  | Wii-Special mit Philipp Lahm, Rainbow Six: Vegas, "Was braucht man für eine gelunge Zocker-Party?", die Top 5 der coolsten Kühe                                                  |
| Folge 8  | 15. November 2006  | Call of Duty 3, Untold Legends: Dark Kingdom, Event Cops and Robbers, Ausgegraben: Seaman, Tony Hawk’s Project 8                                                                 |
| Folge 7  | 8. November 2006   | WWE SmackDown, World in Conflict, Devil May Cry |
| Folge 6  | 1. November 2006   | Splinter Cell Double Agent, Destroy All Humans! II, Anno 1701, Lemmings für PS2                                                                                                  |
| Folge 5  | 25. Oktober 2006   | Battlefield 2142, Cooking Mama, EyeToy: Kinetic Combat, REZ |
| Folge 4  | 18. Oktober 2006   | Dirk Nowitzki im Interview zu NBA Live 2007, Counter-Strike (Infos zum Thema eSport), Gothic 3, Mario Kart in der Realität                                                       |
| Folge 3  | 11. Oktober 2006   | Guitar Hero (mit Alex Siedenbiedel von den Donots), Extrafeatures in der Neuauflage von Metal Gear Solid 3, Warhammer Mark of Chaos, Erste Demo von Need for Speed Carbon        |
| Folge 2  | 4. Oktober 2006    | EA Replay, God of War 2, Nintendo Wii, Vergleich Pro Evolution Soccer 6 und FIFA 2007, die Top 5 der besten Umsetzungen von Büchern in Videospielen                              |
| Folge 1  | 27. September 2006 | Infos zur Verfilmung von "Halo", WarioWare auf DS, Just Cause, die Top 5 der schrägsten Spiele                                                                                   |